# Were the World Mine
Were the World Mine (tj. Kdyby svět byl můj) je americký filmový muzikál z roku 2008, který režíroval Tom Gustafson. Film je volnou adaptací Shakespearovy hry Sen noci svatojánské a zabývá se tématem coming outu a otázkou netolerance vůči homosexuálům. Snímek byl v ČR uveden v roce 2009 na filmovém festivalu Febiofest pod názvem A svět byl můj.

## Děj
Timothy je studentem na americké soukromé chlapecké střední škole. Jakožto gay je svými spolužáky ponižován. Navíc je zamilován do svého spolužáka a idola dívek Jonathana. Jeho jedinými přáteli jsou Frankie a Max.
Při každoročním školním divadelním představení má být uveden Shakespearův Sen noci svatojánské pod vedením učitelky angličtiny slečny Tebbitové. Timothy je obsazen do role Puka a Jonathan získá roli Lysandra. Když se Timothy učí text, zjeví se mu ve scénáři recept na Amorův nápoj lásky mající stejný účinek jako Pukova květina ze hry: na koho se po jeho účinku dotyčný poprvé podívá, do toho se zamiluje. Pomocí receptury vytvoří nápoj, kterým naplní svou rekvizitu květinu, ze které může stříkat nektar.
Naneštěstí k němu na návštěvu přichází jeho kamarád Max, kterému omylem stříkne nektar do očí a Max se do něj okamžitě zamiluje, takže Timothy před ním musí utéct.
Na divadelní zkoušce postříká Timothy Jonathana a ten se do něj také ihned zamiluje, což vyvolá negativní komentáře jejich spolužáků. Proto Timothy nastříká nektar i do jejich očí a ti se do sebe navzájem zamilují. Když to vidí trenér školního mužstva Driskill, je rozzuřen, a proto i jemu Timothy stříkne nápoj lásky do obličeje. Trenér se zamiluje do ředitele školy.
Na Timothyho se zlobí jeho nejlepší kamarádka Frankie, která chodila s Maxem, který jí řekne, že místo ní už miluje jen Timothyho. Max a Jonathan spolu soupeří o Timothyho, který je ale zamilovaný jen do Jonathana.
Timothy se rozhodne očarovat celé město, jehož obyvatelé vystupují ve filmu homofobně, aby sami poznali, jak se musí cítit on. Nastříká proto v noci nektar u hasičů i v kostele a následujícího dne je velká část města homosexuální a sám starosta vydá nařízení, že bude oddávat jednotlivé páry bez ohledu na jejich sexualitu.
Situace se však vymkne kontrole, rodiče žáků chtějí své syny odhlásit ze školy, ředitelova manželka je zamilovaná do Timothyho matky a trenér Driskill do ředitele. Proto zasáhne slečna Tebbitová, která shromáždí všechny obyvatele večer na divadelním představení, během něhož pomine kouzlo a všichni se stanou opět normální.
Po představení, na kterém Timothy sklidí velké ovace, sedí deprimován v maskérně, neboť jeho láska už není ovlivněna kouzlem. Náhle se však objeví Jonathan a políbí ho. Timothy je překvapen a pozná, že tentokrát je to doopravdy.
Film končí vystoupením učitelky slečny Tebbitové, která se s květinou v ruce ptá „Who’s next?" (Kdo je další?)

## Obsazení
| Tanner Cohen           | Timothy          |
| Wendy Robie            | slečna Tebbitová |
| Judy McLane            | Donna            |
| Zelda Williams         | Frankie          |
| Jill Larson            | Nora Bellinger   |
| Nathaniel David Becker | Jonathan         |
| Christian Stolte       | trenér Driskill  |